# Drosera indica
Espèce
Classification phylogénétique
Statut de conservation UICN

 LC  : Préoccupation mineure
Drosera indica est une plante carnivore de la famille des Droseraceae originaire des régions tropicales. Elle forme avec Drosera hartmeyerorum la section Arachnopus.